# Uwe Thomsen
Uwe Thomsen (* 6. Juli 1983 in Rottweil, Baden-Württemberg) ist ein deutscher Synchronsprecher und Schauspieler.

## Leben
Thomsen wurde am 6. Juli 1983 in Rottweil geboren. Er spricht fließend Englisch und besitzt Grundkenntnisse in Französisch. Ab seinem zehnten Lebensjahr wirkte er als Artist und Darsteller in den Zirkustheaterproduktionen von Manfred Sorg Kinder- und Jugendzirkus „Kizikus“. 2006 machte er seinen Berufsfachschulabschluss in Schauspiel an der Schauspielschule actors in motion, die er ab 2003 begann. Von 2007 bis 2011 war er Ensemblemitglied des Jungen Landestheaters Bayern, seit Februar 2016 gehört er zum Ensemble des Staatstheater am Gärtnerplatz. Gemeinsam mit Thomas Schwendemann und Franziska Zawila rief er 2011 das Ensemble „Neue Bühne München“ ins Leben, das in der Münchener freien Theaterszene agiert.
Als Synchronsprecher war Thomsen überwiegend in Animes zu hören. Seit 2012 spricht er für die deutschsprachige Fassung die Rolle des Lorenor Zorro im Anime One Piece und in der Netflix-Serie One Piece. Zuvor sprach Philipp Brammer gut zehn Jahre die Rolle, stieg dann allerdings aus „persönlichen Gründen“ aus. Für seine Leistungen als Synchronsprecher für die Rolle des Jotaro Kujo im Anime JoJo’s Bizarre Adventure wurde er 2023 für die Crunchyroll Anime Awards 2023 als bester deutscher Synchronsprecher nominiert.
Für den 2018 erschienenen Film Overboard (2018) schrieb er das Dialogbuch.

## Synchronisationen (Auswahl)
Kazuya Nakai als Lorenor Zorro
- seit 2012–: One Piece (Animeserie)
- 2016: One Piece Gold
- 2019: One Piece: Stampede
- 2022: One Piece Film: Red

Mackenyu als Lorenor Zorro
- seit 2023: One Piece

Daisuke Ono als Jotaro Kujo
- seit 2014: JoJo’s Bizarre Adventure

Josh Segarra als Adrian Chase
- 2016–2019: Arrow

Josef Altin als Claquesous
- 2018: Les Misérables

Jerry Ferrara als Michael Delaney
- 2019: Sully

Rutledge Wood als er selbst
- seit 2020: Der Boden ist Lava (Floor Is Lava)

## Filmografie (Auswahl)
- 2007: Kein Bund für’s Leben
- 2013: Rosarot (Kurzfilm)
- 2018: Nachtmelodie (Kurzfilm)
- 2019: Schmucklos